# Molophilus honestus
Molophilus honestus är en tvåvingeart som beskrevs av Alexander 1923. Molophilus honestus ingår i släktet Molophilus och familjen småharkrankar. Inga underarter finns listade i Catalogue of Life.